# Відвілл (Пенсільванія)
Відвілл (англ. Weedville) — переписна місцевість (CDP) в США, в окрузі Елк штату Пенсільванія. Населення — 565 осіб (2020).

## Географія
Відвілл розташований за координатами 41°16′33″ пн. ш. 78°29′25″ зх. д. / 41.27583° пн. ш. 78.49028° зх. д. (41.275761, -78.490197).  За даними Бюро перепису населення США в 2010 році переписна місцевість мала площу 5,18 км², з яких 5,06 км² — суходіл та 0,13 км² — водойми.

## Демографія
Згідно з переписом 2010 року, у переписній місцевості мешкали 542 особи в 257 домогосподарствах у складі 158 родин. Густота населення становила 105 осіб/км².  Було 290 помешкань (56/км²).
Расовий склад населення:
| - 98,7 % — білих - 0,4 % — корінних американців - 0,2 % — азіатів |

До двох чи більше рас належало 0,2 %. Частка іспаномовних становила 2,4 % від усіх жителів.
За віковим діапазоном населення розподілялося таким чином: 17,2 % — особи молодші 18 років, 53,5 % — особи у віці 18—64 років, 29,3 % — особи у віці 65 років та старші. Медіана віку мешканця становила 50,9 року. На 100 осіб жіночої статі у переписній місцевості припадало 84,4 чоловіків;  на 100 жінок у віці від 18 років та старших — 83,3 чоловіків також старших 18 років.
Середній дохід на одне домашнє господарство  становив 55 658 доларів США (медіана — 41 250), а середній дохід на одну сім'ю — 64 063 долари (медіана — 44 211). Медіана доходів становила 51 058 доларів для чоловіків та 32 109 доларів для жінок. За межею бідності перебувало 11,5 % осіб, у тому числі 31,4 % дітей у віці до 18 років та 2,6 % осіб у віці 65 років та старших.
Цивільне працевлаштоване населення становило 208 осіб. Основні галузі зайнятості: виробництво — 28,4 %, роздрібна торгівля — 16,8 %, освіта, охорона здоров'я та соціальна допомога — 15,4 %.